# Języki samojedzkie
     języki fińskie
     języki ugryjskie
     języki samojedzkie
     język jukagirski

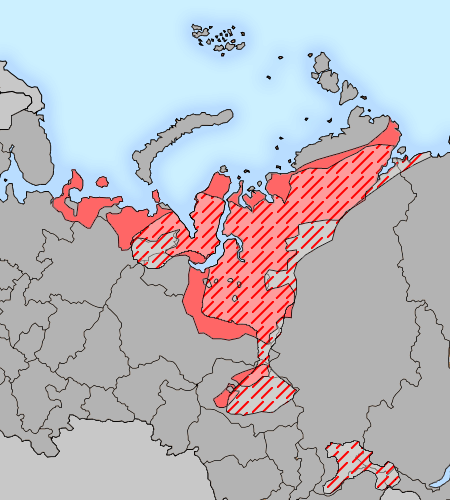
Proces zaniku języków samojedzkich – obszar zakreskowany to przybliżony zasięg występowania w XVII wieku, obszar jednolity to zasięg w XX wieku

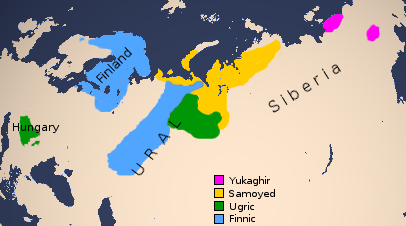
Rozmieszczenie geograficzne języków rodziny uralskiej:
języki fińskie
języki ugryjskie
języki samojedzkie
język jukagirski

Języki samojedzkie, rzadziej nazywane także językami samodyjskimi – podrodzina językowa w obrębie rodziny uralskiej.
Języki samojedzkie występują w północnej Rosji (północno-wschodni skrawek Europy i północno-zachodnia Azja). Posługuje się nimi ok. 25–30 tys. ludzi, określanych jako Samojedzi lub Nieńcy. W użyciu pozostają cztery języki samojedzkie, są to:
- język nieniecki (juracki) (ok. 23–27 tys. mówiących)
- język nganasański (tawgi-samojedzki) (tawgijski) (ok. 500–1000 mówiących)
- język eniecki (jenisej-samojedzki) (mniej niż 300 mówiących)
- język selkupski (ostiak-samojedzki) (ok. 1,5–3 tys. mówiących)

Wszystkie z nich są mniej lub bardziej zagrożone wymarciem. Spośród kilku wymarłych najbardziej znanym był język kamasyjski (sajan-samojedzki). Język matorski (który wymarł ok. 1839 r.) prawie w ogóle nie został udokumentowany (jego opis sprowadza się do pewnych list słownictwa).
Ich klasyfikacja genetyczna jest słabo ustalona. Języki samojedzkie dzieli się na dwa konwencjonalne zespoły: północnosamojedzki i południowosamojedzki. Spośród używanych obecnie języków samojedzkich wszystkie poza selkupskim (ostiak-samojedzkim) należą do zespołu północnego. Wymarłe języki samojedzkie należały do zespołu południowego. Tradycyjny podział na języki północne i południowe raczej nie ma charakteru genealogicznego, lecz reprezentuje ujęcie geograficzne.
Z samojedzkimi być może spokrewnione są języki jukagirskie.